# Marie Antonietta jede na popraviště
Marie Antoinetta jede na popraviště je skica Jacquese-Louise Davida z roku 1793, jež znázorňuje francouzskou královnu Marii Antoinettu sedící na vozíku pro odsouzené k smrti a vezenou na popraviště na Place de la Revolution.
| „              | Na rohu ulice Rue Saint-Honoré, vedle Cafè de la Règne, stojí muž s tužkou a listem papíru v ruce. Je to Louis David, jeden z největších umělců své doby. Třebaže je servilní nátury a zbabělého srdce, má tento člověk nedostižně bystré oko a neomylnou ruku. Jedním tahem zachytil jedinečným způsobem na ten prostý list papíru tvář k smrti odsouzené královny: je to skica velkolepá a děsivá zároveň, vyzařující nevýslovně živoucí energii. Vidíme zestárlou ženu, prostou někdejší krásy, avšak stále stejně důstojnou: má ústa hrdě sevřená výkřikem uvězněným uvnitř hrdla, ve tváři má nepřítomný a jakoby vzdálený výraz. Sedí na té ohavné káře, ruce spoutané za zády, stejně vzpřímená a neohrožená, jako by seděla na trůnu. Každý črt neproniknutelného výrazu její tváře odráží opovržení, vztyčený trup potvrzuje neochvějnou rozhodnost. Rezignace, jež se proměnila ve výzvu, utrpení, jež se stalo vzdorem, propůjčují sklíčené postavě novou až mrazivou důstojnost. Dokonce ani nenávist nemůže popřít vznešenost, s níž Marie Antonietta na této skice ve svém velkolepém držení těla hrdě ignoruje potupu jízdy na hnusném voze. | “ |
| — Stefan Zweig | |   |

## Technické informace
Výtvarné dílo (skica tužkou na papíře) o rozměrech 15 × 10 cm je uloženo v pařížském Musée du Louvre.